# 马岭镇 (叙永县)
马岭镇，是中华人民共和国四川省泸州市叙永县下辖的一个乡镇级行政单位。

## 行政区划
马岭镇下辖以下地区：
马岭社区、三块石村、高店村、石龙村、龙盘村、平青村、紫阳村、盘田村、清凉洞村、鹤盘村、麦地坝村和凤凰村。